# Comuna de Sobienie-Jeziory
Sobienie-Jeziory (polaco: Gmina Sobienie-Jeziory) é uma gminy (comuna) na Polónia, na voivodia de Mazóvia e no condado de Otwocki. A sede do condado é a cidade de Sobienie-Jeziory.
De acordo com os censos de 2004, a comuna tem 6270 habitantes, com uma densidade 64,4 hab/km².

## Área
Estende-se por uma área de 97,37 km², incluindo:
- área agrícola: 65%
- área florestal: 18%

## Demografia
Dados de 30 de Junho 2004:
|                      | Total   | Total | Mulheres | Mulheres | Homens  | Homens |
| -------------------- | ------- | ----- | -------- | -------- | ------- | ------ |
|                      | pessoas | %     | pessoas  | %        | pessoas | %      |
| População            | 6270    | 100   | 3122     | 49,8     | 3148    | 50,2   |
| Densidade (pop./km²) | 64,4    | 100   | 32,1     | 32,1     | 32,3    | 32,3   |

De acordo com dados de 2002, o rendimento médio per capita ascendia a 1333,42 zł.

## Subdivisões
- Dziecinów, Gusin, Karczunek, Nowy Zambrzyków, Piwonin, Przydawki, Radwanków Królewski, Radwanków Szlachecki, Sewerynów, Siedzów, Sobienie Biskupie, Sobienie-Jeziory, Sobienie Kiełczewskie Drugie, Sobienie Kiełczewskie Pierwsze, Sobienie Szlacheckie, Stary Zambrzyków, Szymanowice Duże,Szymanowice Małe, Śniadków Dolny, Śniadków Górny, Śniadków Górny A, Warszawice, Warszówka, Wysoczyn, Zuzanów.

## Comunas vizinhas
- Celestynów, Garwolin, Góra Kalwaria, Karczew, Osieck, Warka, Wilga